# NGC 1494
NGC 1494 är en stavgalax i stjärnbilden Pendeluret. Den upptäcktes år 1834 av John Herschel. 